# Дронго чубатий
Дронго чубатий (Dicrurus forficatus) — вид горобцеподібних птахів родини дронгових (Dicruridae).

## Поширення
Чубатий дронго широко поширений на Мадагаскарі, де він трапляється на всьому острові та на деяких малих навколишніх островах (Нусі-Бе, Нусі-Гара, Нусі-Бураха). Цей вид також поширений на Коморах на острові Анжуан. Є свідчення, що вид до недавнього часу траплявся на островах Нусі-Комба, Нусі-Фаого і Нусі-Танікелі.

## Опис
Дрібний птах, завдовжки 18-30 см. Це птах з міцною і стрункою зовнішністю, великою округлою головою, конусоподібним і міцним дзьобом, короткими ногами, довгими крилами і довгим хвостом з роздвоєним кінцем, кінчики якого розходяться, вигинаючись назовні в дистальній половині. На чолі є пучок ниткоподібних та видовжених пір'їн, які утворюють еректильний гребінь. Оперення глянцево чорне з синюватим та фіолетовим відблиском. Дзьоб і ноги чорні, очі темно-карі.

## Спосіб життя
Трапляється парами або наодинці. Полює на комах та інших безхребетних. Іноді поїдає дрібних ящірок та жаб, ягоди та плоди. Моногамний птах. Сезон розмноження триває з вересня по грудень, а пік вилуплення припадає на жовтень-листопад. Невелике чашоподібне гніздо серед гілок дерев будують обидва партнери. У кладці 2-4 яйця. Насиджують також обидва батьки по черзі. Інкубація триває два тижні. Пташенята залишають гніздо приблизно через 20 днів після народження.

## Підвиди
- Dicrurus forficatus forficatus (Linnaeus, 1766) — ендемік Мадагаскару;
- Dicrurus forficatus potior (Bangs & Penard, 1922) — ендемік Анжуана.